# Sphaeroniscus flavomaculatus
Sphaeroniscus flavomaculatus is een pissebed uit de familie Scleropactidae. De wetenschappelijke naam van de soort is voor het eerst geldig gepubliceerd in 1854 door Carl Eduard Adolph Gerstaecker.